# Leopold Meyer
 Ikke at forveksle med Leopold von Meyer.
Leopold Meyer (født 1. november 1852 i København, død 23. maj 1918 sammesteds) var en dansk gynækolog, bror til Jacob Frederik, Emil og Karl Meyer.
Meyer blev student 1870 fra Mariboes Skole, og han tog herefter medicinsk eksamen i 1875. straks efter begyndte han som assistent hos Frantz Howitz at uddanne sig specielt til gynækolog. Han blev doktor 1880 (Uterinsygdomme som Sterilitetsaarsag), og havde studieophold i udlandet i både Europa og USA. Han var ansat reservekirurg ved Kommunehospitalet i 1882—84, reserveakkuchør under Asger Stadfeldt i 1885—87, og blev i 1897, efter konkurrence med Johannes Kaarsberg, professor i fødselshjælp, kvindesygdomme og spæde børns sygdomme.
Da den gamle Fødselsstiftelse i Amaliegade skulle nedlægges, blev han leder af Fødeafdeling A i Rigshospitalet, hvis indretning og organisation han havde haft stor indflydelse på. I sin nye stilling fik Meyer kontrol over undervisning af medicinstuderende, og han reformerede den fuldstændig. Han bidrog også med ny viden og teknikker inden for obstetrik og gynækologi, som han bragte til Danmark fra udlandet. Specielt arbejdede han med de kunstige udvidelsesmetoder, eklampsien og abortbehandlingen. Han var medstifter af og mangeårig formand for Foreningen for Gynækologi og Obstetrik (1898), som han gjorde til en forskole for de unge gynækologer.
Meyers litterære produktion var meget stor. Hans Lærebog i Gynækologi (2. udgave 1901), og hans Lærebog i Fødselshjælp I—II (2. udgave 1921) samt Den første Barnepleje.
Han blev Ridder af Dannebrog 1903 og Dannebrogsmand 1917. Meyer er begravet på Bispebjerg Kirkegård.